# ویرجینیا رافائله
ویرجینیا رافائله (به ایتالیایی: Virginia Raffaele) یک کمدین، هنرپیشه و مجری اهل ایتالیا است.
او مجری ۶۶مین و ۶۹مین دوره جشنواره موسیقی سانرمو بود.